# راؤول أسينسيو (لاعب كرة قدم مواليد 1998)
راؤول أسينسيو (بالإسبانية: Raúl Asencio)‏ هو لاعب كرة قدم إسباني في مركز الهجوم، ولد في 20 مايو 1998 في كاستيون دي لا بلانا في إسبانيا. لعب مع كوسينزا كالشيو ونادي أفيلينو ونادي بيزا ونادي بينيفينتو ونادي جنوى.

## وصلات خارجية
- راؤول أسنسيو على موقع قاعدة بيانات كرة القدم.إي يو (الإنجليزية)
- راؤول أسنسيو على موقع Soccerway.com (الإنجليزية)